# Дитрих VI/VIII (Клеве)
Дитрих VI/VIII (на немски: Dietrich VI/VIII, * ок. 1256/1257, † 4 октомври 1305) е граф на Клеве от 1275 до 1305 г. и се смята най-значимият представител от графския род Дом Клеве.
Той е най-големият син на граф Дитрих V/VII и на Алайдис фон Хайнсберг († ок. 1303). За пръв път е споменат в документ през 1271 г. и последва баща си след смъртта му през 1275 г.
Дитрих води мирна политика и има тясни връзки с римско-немските крале, от които е награден като съветник („Rat und Familiar“). През 1290 г. той купува Дуисбург. От по-малкия си брат Дитрих Луф II той купува през 1298 г. земята Лин.
След смъртта му граф Дитрих e погребан в манастирската църква на Бедбург.

## Семейство и деца
Дитрих се жени първо за Маргарета от Гелдерн († 1287), дъщеря на граф Ото II от Гелдерн. С нея има децата:
- Ото (1278 – 1310), граф на Клеве (1305 – 1310)

∞ 1308 Мехтилд фон Вирнебург († сл. 1360)
- Катарина, монахиня в манастир Грефентал
- Адехайд († сл. 7 ноември 1320) ∞ граф Хайнрих IV фон Валдек (1282/1290 – 1348)

След смъртта на съпругата му през 1287 г. той се жени през 1290 г. в Ерфурт за Маргарета фон Ной-Кибург († вер. 1333), роднина на кралете Рудолф I и Албрехт Хабсбургски. С нея има децата:
- Дитрих VII/IX (* 1291, † 7 юли 1347), граф на Клеве (1310 – 1347)

∞ 7 май 1308 за Маргарета от Гелдерн († 1333), дъщеря на Райналд I фон Гелдерн
∞ 1340 Мария фон Юлих († 1353), дъщеря на Герхард V фон Юлих
- Йохан († 9 ноември 1368), граф на Клеве (1347 – 1368) ∞ Мехтилд от Гелдерн († 21 септември 1384)
- Еберхард, (споменат 1312)
- Ирмгард († сл. 1350) ∞ Герхард I фон Хорн, господар на Первайс († 1330)
- Агнес († 1361) ∞ 1312 граф Адолф VI фон Берг († 1348)
- Мария († 1347), монахиня в манастир Бедбург
- Анна († 1378) ∞ граф Готфрид фон Арнсберг († 1371)
- Маргарета († сл. 1325) ∞ Хайнрих Фландерски, граф на Лоди († 1337), син на граф Гуидо I от Фландрия

Доказан е и един извънбрачен син:
- Йохан фон Хизфелд († 1350), дехант на манастир Ксантен